# Wintereinbruch (Kurzfilm)
Wintereinbruch (Originaltitel: Fait d’hiver) ist ein belgischer Kurzfilm von Dirk Beliën aus dem Jahr 2001.

## Handlung
Tim steht im verschneiten Winter auf dem Weg zur Arbeit in Antwerpen im Stau. Entnervt versucht er, sich die Zeit zu vertreiben. Er testet sein neues Handy und ruft zu Hause an. Seine Tochter geht ans Telefon und entgegnet auf seine Frage, wo die Mutter sei, dass Mutter sich mit Onkel Wim im Schlafzimmer befinde. Tim kennt keinen Onkel Wim und vermutet, dass seine Frau ihn betrügt. Er gibt seiner Tochter Handlungsanweisungen. Kurz darauf kommt das Mädchen ans Telefon zurück. Sie erzählt, was geschehen ist: Wie der Vater gesagt hat, ging sie zum Schlafzimmer und rief, dass der Vater nach Hause kommt. Die Mutter sei daraufhin nackt ins Bad geflüchtet und auf den Fliesen ausgerutscht. Dabei stürzte sie so unglücklich, dass sie in der Folge verstarb. Onkel Wim wiederum stolperte auf seiner Flucht im Wohnzimmer und durchbrach die Zimmerscheibe, fiel in die Tiefe und kam beim Sturz in den gefrorenen Swimmingpool ums Leben. Tim stutzt bei der Erzählung des Mädchens – er hat gar keinen Pool und stellt entsetzt fest, dass er sich verwählt hat.

## Produktion
Die Kostüme von Wintereinbruch schuf Clo Leliaert, die Filmbauten stammen von Gert Stas. Der Film lief auf zahlreichen internationalen Festivals, darunter 2001 auf dem Film Fest Gent, im Juni 2002 auf dem Worldwide Short Film Festival in Kanada sowie im selben Jahr auf der Semana Internacional de Cine de Valladolid.

## Auszeichnungen
Wintereinbruch gewann auf dem Film Fest Gent 2001 den Preis für den Besten belgischen Kurzfilm und auf der Semana Internacional de Cine de Valladolid 2002 die Silberne Ähre für den Besten Kurzfilm. Auf dem Aspen Shortsfest und dem Sweden Fantastic Film Festival erhielt der Film 2002 den Publikumspreis. Wintereinbruch wurde 2003 für einen Oscar in der Kategorie Bester Kurzfilm nominiert.